# Robert Baker
Pour les articles homonymes, voir Baker.
Robert Baker (né le 15 octobre 1979 à Memphis, Tennessee) est un acteur américain.

## Biographie
En 2003, il joue dans le film Out of Time aux côtés des acteurs Denzel Washington et Eva Mendes. Il tient le rôle de Tony Dalton. Il fait aussi une courte apparition dans NCIS : Enquêtes spéciales.
En 2006, il joue le rôle d'Everett dans le film Special (en).
En 2009, il joue dans la série télévisée Valentine au côté de l'actrice Autumn Reeser. La série ne comporte que 8 épisodes et n'est pas sortie en France.
En 2010, il incarne le Dr Charles Percy dans la saison 6 de Grey's Anatomy. Il joue le rôle d'un médecin de l'hôpital Mercy West qui a fait fusion avec l'hôpital Seattle Grace. Il meurt dans le dernier épisode, lors d'une fusillade, dans la même saison, dans les bras du Dr Bailey (Chandra Wilson) et d'une patiente, Mary (Mandy Moore).

## Filmographie
Sauf indication contraire, les informations mentionnées dans cette section peuvent être confirmées par la base de données cinématographiques IMDb,  présente dans la section « Liens externes ».

### Cinéma

#### Longs métrages
- 1999 : Angel on Abbey Street de Jed Nolan : Un fêtard
- 2003 : Out of Time de Carl Franklin : Tony Dalton
- 2003 : Retour à la fac (Old School) de Todd Phillips : Un étudiant
- 2004 : Ladykillers The Ladykillers) de Joel et Ethan Coen : Un quarterback
- 2005 : Little Athens de Tom Zuber : Berubi
- 2006 : Seraphim Falls de David Von Acken : Pope
- 2006 : Special d'Hal Haberman et Jeremy Passmore : Everett
- 2007 : Save Me de Robert Cary : Lester
- 2007 : Tabou(s) (Towelhead) d'Alan Ball : Mr Joffrey
- 2008 : Jeux de dupes (Leatherheads) de George Clooney : Stump
- 2008 : Indiana Jones et le Royaume du crâne de cristal (Indiana Jones and the Kingdom of the Crystal Skull) de Steven Spielberg : Sergent M.P.
- 2010 : Crazy on the Outside de Tim Allen : Lance
- 2010 : Pickin’ & Grinnin’ de Jon Gries : Mel
- 2010 : A Lure : Teen Fight Club de Bill McAdams Jr. : Ronny
- 2012 : Hick de Derick Martini : Ray
- 2013 : Lone Ranger : Naissance d'un héros (The Lone Ranger) de Gore Verbinski : Navarro
- 2013 : Les Trois Crimes de West Memphis (Devil's Knot) d'Atom Egoyan : Détective Bryn Ridge
- 2013 : Virtually Heroes de G.J. Echternkamp : Books
- 2014 : The Last Time You Had Fun de Mo Perkins : Simon
- 2015 : My Good Man’s Gone de Nick Citton : Sully Nicholls
- 2021 : Doula, Un bébé à la maison (Doula) de Cheryl Nichols : Tony
- 2022 : Drawn Into the Night de Bill McAdams Jr. : Ronnie

#### Courts métrages
- 2011 : Captain Fork de G.J. Echternkamp : Lyle
- 2013 : The Incident de David Ariniello et Nick Citton : Clive
- 2014 : The Future Perfect de Nick Citton : Hardesty
- 2016 : July and Half of August de Brandeaux Tourville : Jack
- 2016 : Samantha Becoming de Courtney Pape : Blake

### Télévision

#### Séries télévisées
- 2002 : JAG : Lester Petrosky
- 2003 : NCIS : Enquêtes spéciales (NCIS) : Un marin
- 2004 : Las Vegas : Slim
- 2004 : Dragnet : Robert "Bob" Allen Payne
- 2004 : Six Feet Under : Un prêtre
- 2004 : Veronica Mars : Liam
- 2005 : Cold Case : Affaires classées (Cold Case) : Buck Lowman en 1976
- 2005 : Réunion : Destins brisés (Reunion) : Un policier
- 2008 - 2009 : Valentine : Leo Francisci / Hercules Leonardo « Leo » Joveson
- 2009 : Vicariously : Mr Gregario
- 2009 - 2010 / 2012 / 2016 : Grey’s Anatomy : Dr Charles Percy
- 2010 : Los Angeles, police judiciaire (Law and Order : Los Angeles) : Buddy
- 2012 : Futurestates : Sal
- 2012 : Cop-op of the Damned : Percy Snuggleface
- 2013 : Les Experts : Manhattan (CSI : NY) : Calvin George
- 2013 : Justified : Randall Kusik
- 2013 : Marvel : Les Agents du SHIELD (Marvel's Agents of S.H.I.E.L.D.) : Tobias Ford
- 2014 : Bones : Joe Martucci
- 2014 : Mad Men : Lloyd Hawley
- 2014 : True Blood : Mack
- 2014 : Mulaney : Chad
- 2015 : Scandal : Otto
- 2015 : Texas Rising : William "Big" Foot Wallace
- 2015 : Grimm : Frankie Atkins
- 2016 : Rizzoli and Isles : Jeff Collins
- 2016 : Grace et Frankie (Grace and Frankie) : Officier Leach
- 2016 : Kingdom : Kevin Bostic
- 2016 - 2017 : Longmire : Joe-Mega
- 2017 : Modern Family : Pete
- 2017 : Riverdale : Robert Phillips
- 2018 : Santa Clarita Diet : Boone
- 2018 : The Originals : Emmett
- 2018 : Wrecked : Les Rescapés (Wrecked) : Brewster
- 2018 - 2021 : Supergirl : Otis Graves
- 2020 : The Magicians : Eliphas
- 2020 : Blindspot : Rafael Pierce
- 2021 : Magnum (Magnum P.I.) : Randall
- 2022 : Pivoting : Dan

#### Téléfilms
- 2006 : Ambrose Bierce : Civil War Stories de Don Maxwell et Brian James Egen : Un homme à la reconstituion
- 2008 : Lone Rider de David S. Cass Sr. : Vic

### Jeu vidéo
- 2016 : Call of Duty: Infinite Warfare : Sergent Maynard "Griff" Griffin